# Harry S. Morgan
Harry S. Morgan (Essen, 29 agosto 1945 – Düsseldorf, 30 aprile 2011) è stato un regista e produttore cinematografico tedesco.

## Biografia
Morgan ha studiato fotografia alla Folkwang University of the Arts di Essen. Nel 1991 ha diretto il thriller Pommes Rot-Weiß con Michael Lesch.
Le sue prime azioni come regista e produttore nel settore pornografico risalgano al 1988. I film di Morgan di solito rappresentano pratiche sessuali estreme come doppia penetrazione, fisting e minzione. È noto come giornalista che intervista gli attori prima e dopo le scene.
Morgan ha lavorato per la compagnia Videorama producendo serie come Maximum Perversum, Teeny Exzesse e Junge Debütantinnen, e divenne famoso soprattutto per i film con Gina Wild e Vivian Schmitt.

## Riconoscimenti
Venus Award
- 1997 – Miglior regista per le serie televisive (Germania)[1]
- 2001 – Miglior regista (Germania)[2]
- 2004 − Miglior regista (Germania)[3]

Eroticline Award
- 2007 – Premio video per i migliori risultati[4]